# Cibao

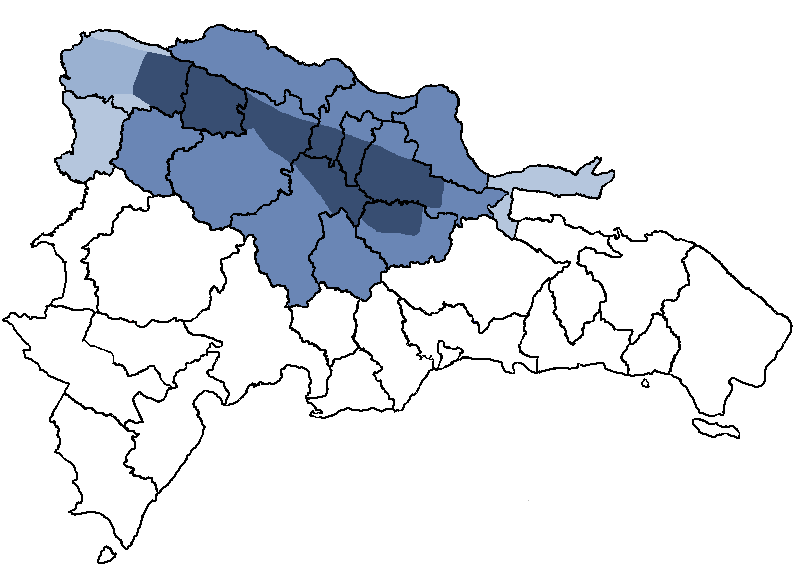
Carte de la région du Cibao.

Cibao, terme provenant de la langue Taíno (Ciba-o signifiant « lieu où abondent les pierres »), désignait, à l’époque pré-colombienne, la Cordillère Centrale à l'est de l’île de Saint-Domingue, actuellement en République dominicaine.
Mais durant l’époque coloniale espagnole, et d’après les écrits de Bartolomé de las Casas, le terme Cibao s’est étendu ensuite à toute la vallée s’étalant de la Cordillère Centrale jusqu’aux pieds de la Cordillère Septentrionale (elle était simplement appelée Maguá (vallée), par les Taínos). 
Cibao désigne également un sommet montagneux dans la république voisine d'Haïti, le Morne du Cibao.
La mine de Pueblo Viejo était la plus grande mine d'or du monde au début du XVIe siècle, re-découverte en 1494, grâce aux Taïnos qui l'exploitaient déjà, par les conquistadors espagnols de Christophe Colomb dans la vallée du Cibao, à proximité de la ville fortifiée de Cotui.
Aujourd’hui, en République dominicaine, le Cibao est la vallée qui s’étale de la ville de Monte Cristi, à l’ouest, jusqu’à la Baie de Samaná, à l'est. Par extension, en termes sociaux et géopolitiques, la région du Cibao désigne quant à elle tout le nord de la République dominicaine sans distinctions, y compris la Cordillère Septentrionale et la côte nord atlantique.
C'est la région la plus fertile et productive de l'île, elle approvisionne et alimente le reste du pays en produits agricoles innombrables et dispose de grands gisements d’or, de fer, de nickel et d'autres minéraux. La présence de ces richesses naturelles (surtout l'or) incita d'ailleurs les espagnols à créer dans la vallée les premières villes du « Nouveau Monde » : « Concepción de La Vega » fut fondée 1494, puis « Santiago de los Trenta Caballeros » (aujourd'hui appelée simplement « Santiago de los Caballeros ») y fut érigée l'année suivante.
Elle est composée de sept provinces : Santiago, Monseñor Nouel, Duarte, Espaillat, La Vega, Sánchez Ramírez et Hermanas Mirabal (comme cité précédemment, par extension, on peut y inclure les provinces côtières : María Trinidad Sánchez, Samaná, Puerto Plata, Valverde, Monte Cristi, Santiago Rodríguez et Dajabón).
La vallée du Cibao peut, en outre, être divisée en 3 régions :
- La Línea Noroeste (Vallée Occidentale du Cibao)
- La Vega Real (Vallée Orientale du Cibao)
- El Delta del Río Yuna